# 垂水区
垂水区（たるみく）は、神戸市を構成する9行政区の一つで、同市の南西部に位置する。明石海峡大橋の起点がある。
西区と同様に全域が播磨国明石郡に属していた。須磨区との境を流れる堺川は摂津国との国境であることから「境川」とも表記される。ただし、須磨区須磨ニュータウン西部は垂水区から割譲された地域で播磨国に含まれる。

## 概要
区域は1941年7月1日に神戸市に編入された明石郡垂水町の旧町域におおむね一致する。編入当初は須磨区の一部だったが、1946年11月1日に分立し、1977年6月6日に旧垂水町北東部が再び須磨区の一部となった。
神戸市の海に面する7区のうち当区のみ六甲連山の北西側に位置しており、神戸港の港湾区域・臨港地区からも外れている。区の南東端に六甲連山の末端部が少しかかっている他はなだらかな丘陵が広がっており、神戸市街および神戸港が位置する六甲連山の南東側とは異なる海の眺望が人気を呼び、近代以降芸術家・作家・音楽家など多くの文化人が住んだ。塩屋町6丁目には「神戸ジェームス山外国人特別居住区」がある。
丘陵が広がる当区域は山地が横たわる神戸市域において宅地造成の好適地でもあり、高丸団地や明舞団地、多聞団地などの団地群が形成されている。1995年の阪神・淡路大震災後は壊滅状態となった神戸市街からの避難地（垂水区は神戸市の中でも比較的被害が少なかったため）としてその後も人口は増え、神戸市全人口の約15%以上を占めた。
JR神戸線と山陽電車が東西に走っており、「明石駅」まで約5分、「三ノ宮駅」まで約15分、「大阪駅・姫路駅」までそれぞれ約35分。

## 地理
- 河川：福田川・山田川・塩屋谷川

## 歴史

### 地名の由来
垂水という地名は、かつて東垂水に駒捨瀧・琵琶瀧・御池ヶ瀧(おんぢがたき)の三小瀑布があったという記述や駒捨瀧(こますてのたき)・琵琶瀧(びわのたき)・恩地瀧(おんぢのたき)・白瀧は昭和初期迄は東垂水から塩屋にかけてあった事に由来すると思われる。
この滝（垂水）の歴史は古く、万葉集でも「石ばしる/垂水の上のさわらびの萌え出づる春になりにけるかも」（志貴皇子）と詠まれている。
山陽電気鉄道本線の滝の茶屋駅の西側約80mの地蔵の右脇に白滝川と書かれた城ケ山橋の橋名板がある。

### 沿革
- 1946年（昭和21年）11月1日 - 須磨区のうち明石郡垂水町だった区域に垂水区を設置。
- 1947年（昭和22年）
  - 3月1日 - 神戸市が明石郡伊川谷村・櫨谷村・押部谷村・玉津村・平野村・神出村・岩岡村を編入。本区の一部となる。
  - 6月13日 - 昭和天皇が垂水区に行幸（昭和天皇の戦後巡幸に一環）。舞子公園や引揚者の収容施設を視察[4]。
- 1949年（昭和29年）4月6日 - 小束山で植樹行事（全国植樹祭）が開催される。天皇、皇后の行幸啓があり、クロマツの植樹が行われた[5]。
- 1977年（昭和52年）6月6日 - 須磨ニュータウンの一部（名谷団地）を須磨区に編入。
- 1982年（昭和57年）8月1日 - 1947年に編入した区域に西区を設置。
- 1985年（昭和60年）2月1日 - 神戸総合運動公園・神戸流通業務団地の区域を須磨区に編入。

## 人口
- 1947年　 79,871
- 1950年　 87,888
- 1955年　 95,225
- 1960年　111,028
- 1965年　148,017
- 1970年　207,899
- 1975年　275,268
- 1980年　299,700
- 1985年　224,212
- 1990年　235,254
- 1995年　240,203
- 2000年　226,230
- 2005年　222,729
- 2010年　220,411
- 2015年　219,474

## 漁業
- 垂水漁港
- 塩屋漁港
- 舞子漁港

## 地域

### 健康
- 医療法人沖縄徳洲会 神戸徳洲会病院
- 医療法人薫風会 佐野病院
- 舞子台病院
- 神戸掖済会病院
- 大澤病院（閉業）
- 医療法人社団菫会 名谷病院
- 在宅治療　新国医院

### 教育

#### 高等学校
- 兵庫県立星陵高等学校
- 兵庫県立舞子高等学校
- 兵庫県立神戸商業高等学校
- 神戸国際大学附属高等学校
- 愛徳学園中学校・高等学校

#### 中学校
- 神戸市立垂水中学校
- 神戸市立垂水東中学校
- 神戸市立歌敷山中学校
- 神戸市立多聞東中学校

- 神戸市立桃山台中学校
- 神戸市立塩屋中学校
- 神戸市立福田中学校
- 神戸市立神陵台中学校

- 神戸市立星陵台中学校
- 神戸市立舞子中学校
- 神戸市立本多聞中学校

#### 小学校
- 神戸市立垂水小学校
- 神戸市立高丸小学校
- 神戸市立千鳥が丘小学校
- 神戸市立小束山小学校
- 神戸市立千代が丘小学校
- 神戸市立福田小学校

- 神戸市立名谷小学校
- 神戸市立乙木小学校
- 神戸市立霞ヶ丘小学校
- 神戸市立西舞子小学校
- 神戸市立東舞子小学校
- 神戸市立東垂水小学校

- 神戸市立舞子小学校
- 神戸市立多聞台小学校
- 神戸市立多聞の丘小学校
- 神戸市立多聞東小学校
- 神戸市立神陵台小学校

- 神戸市立つつじが丘小学校
- 神戸市立西脇小学校
- 神戸市立舞多聞小学校
- 神戸市立塩屋小学校
- 神戸市立塩屋北小学校
- 神戸市立下畑台小学校

##### かつて存在した小学校
- 神戸市立本多聞小学校
- 神戸市立多聞南小学校

#### 特別支援学校
- 兵庫県立視覚特別支援学校
- 兵庫県立神戸聴覚特別支援学校

#### 各種学校
- 神戸朝鮮高級学校
- 関西聖書神学校

### 住宅団地
- 都市再生機構明石舞子団地（通称「明舞団地」。明石市と跨っていてC街区のみ当区に所在する）
- 都市再生機構多聞台団地
- 都市再生機構上高丸団地
- 都市再生機構新多聞団地
- 都市再生機構グリーンヒルズ東舞子（東舞子団地を建て替えた住宅団地）
- 兵庫県住宅供給公社東垂水住宅
- 兵庫県住宅供給公社アメニティコート明舞
- 神戸市住宅供給公社多聞台ビル
- 県営神陵台住宅
- 県営明石舞子住宅
- 県営南多聞台住宅
- 県営小束山住宅
- 県営新多聞住宅
- 県営桃山台住宅
- 県営下畑住宅
- 県営高丸住宅
- 県営城が山住宅
- 市営王居殿住宅
- 市営上高丸住宅
- 市営狩口住宅
- 市営北舞子住宅
- 市営新東多聞住宅
- 市営多聞台中央住宅
- 市営西高丸住宅
- 市営東高丸住宅
- 市営東多聞住宅
- 市営東垂水住宅
- 市営本多聞住宅
- 市営舞子山手住宅
- 明舞団地
- 狩口台団地
- 垂水高丸住宅
- グリーンヒル新多聞
- ベルデ名谷

かつて存在した住宅団地
- 都市基盤整備公団東舞子団地（建て替えられ「グリーンヒルズ東舞子」となった）
- 兵庫県住宅供給公社明舞センタービル（老朽化により廃止され解体された）
- 市営泉が丘住宅（マネジメント計画による市営住宅再編のため廃止された）

## 隣接している自治体・行政区
- 神戸市 （須磨区、西区）
- 明石市
- 淡路市（明石海峡をはさんで）

## 交通

### 鉄道
- 西日本旅客鉄道（JR西日本）
  - 山陽新幹線：区内に駅はなく、新神戸駅 - 西明石駅間で約 360m ではあるが当区（小束台）をトンネルで通過している。
  - 山陽本線（JR神戸線）：塩屋駅 - 垂水駅 - 舞子駅
- 山陽電気鉄道
  - 本線：山陽塩屋駅 - 滝の茶屋駅 - 東垂水駅 - 山陽垂水駅 - 霞ヶ丘駅 - 舞子公園駅 - 西舞子駅

なお、区内に神戸市営地下鉄は通過していない。ただし、一部西神・山手線学園都市駅を最寄りとする地域もある。

### 路線バス
- 神戸市営バス - 区内に垂水営業所を持ち、山陽バスと共同運行で区内の一部の路線を担当する。
- 山陽バス - 区内に本社、垂水営業所と小束山営業所（高速路線を担当）を持ち、区全域に路線網があり、区内の路線バスはほぼ同社による独占状態である。ただし、一部の路線は前述通り神戸市営バスと共同運行を行っている。

かつて明石市営バスも乗り入れ神戸市営バスと山陽バスとの3社局で共同運行を行っていたが、2012年3月16日に事業廃止により山陽バスに移管し、神戸市営バスと山陽バスの2社局の共同運行となった。また、神戸市9区では東灘区、灘区、長田区とともに神姫バスの路線が乗り入れていない区でもある。

### 道路
自動車専用道路
- 神戸淡路鳴門自動車道
  - 垂水IC
- 第二神明道路
  - 名谷IC、高丸IC
- 第二神明道路北線
  - 学園南IC
- 阪神高速5号湾岸線　神淡鳴道、第二神明北線垂水JCTから第二神明道路名谷JCTの一区間の連絡線として機能しているため現在当路線内にICは設置されていない。なお、名谷JCTから須磨方面へは2012年現在事業中である。

一般国道
- 国道2号
- 国道28号（区内は2号重複）
- 国道250号（区内は2号重複）

主要地方道
- 兵庫県道21号神戸明石線
- 兵庫県道65号神戸加古川姫路線

一般県道
- 兵庫県道200号垂水停車場線
- 兵庫県道487号平野舞子停車場線
- 兵庫県道488号長坂垂水線

### 高速バス
- 舞子バスストップ（舞子駅・舞子公園駅上部）

## 名所・旧跡・観光スポット・祭事・催事
- ジェームス山　

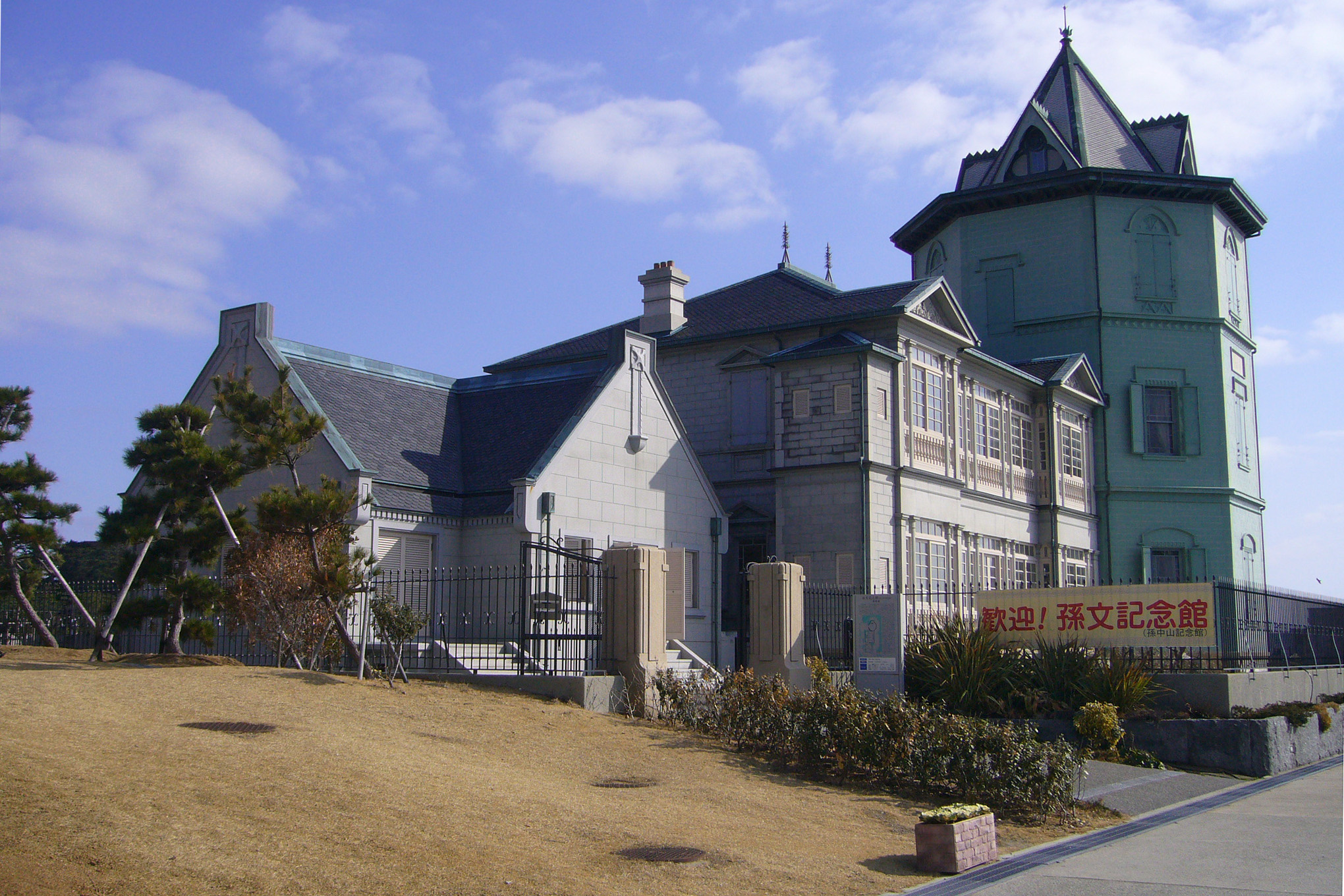
孫文記念館

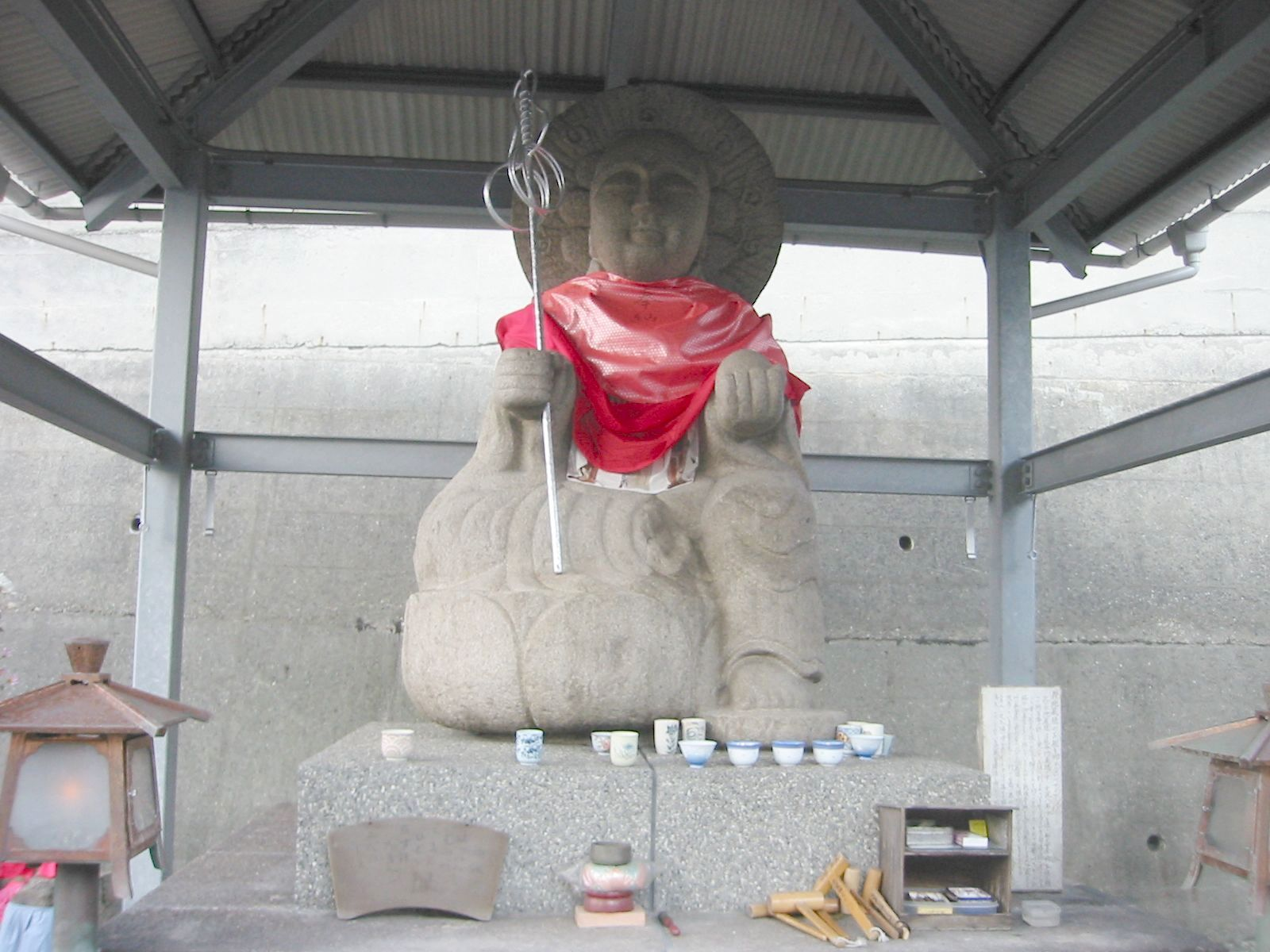
舞子延命地蔵

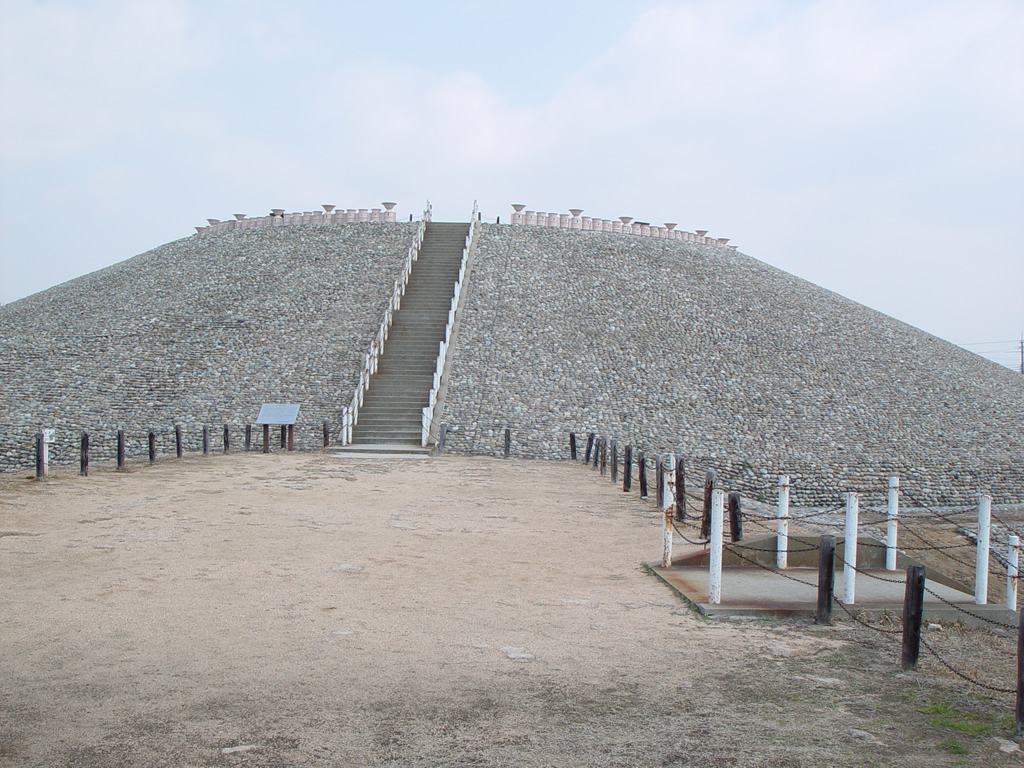
五色塚古墳

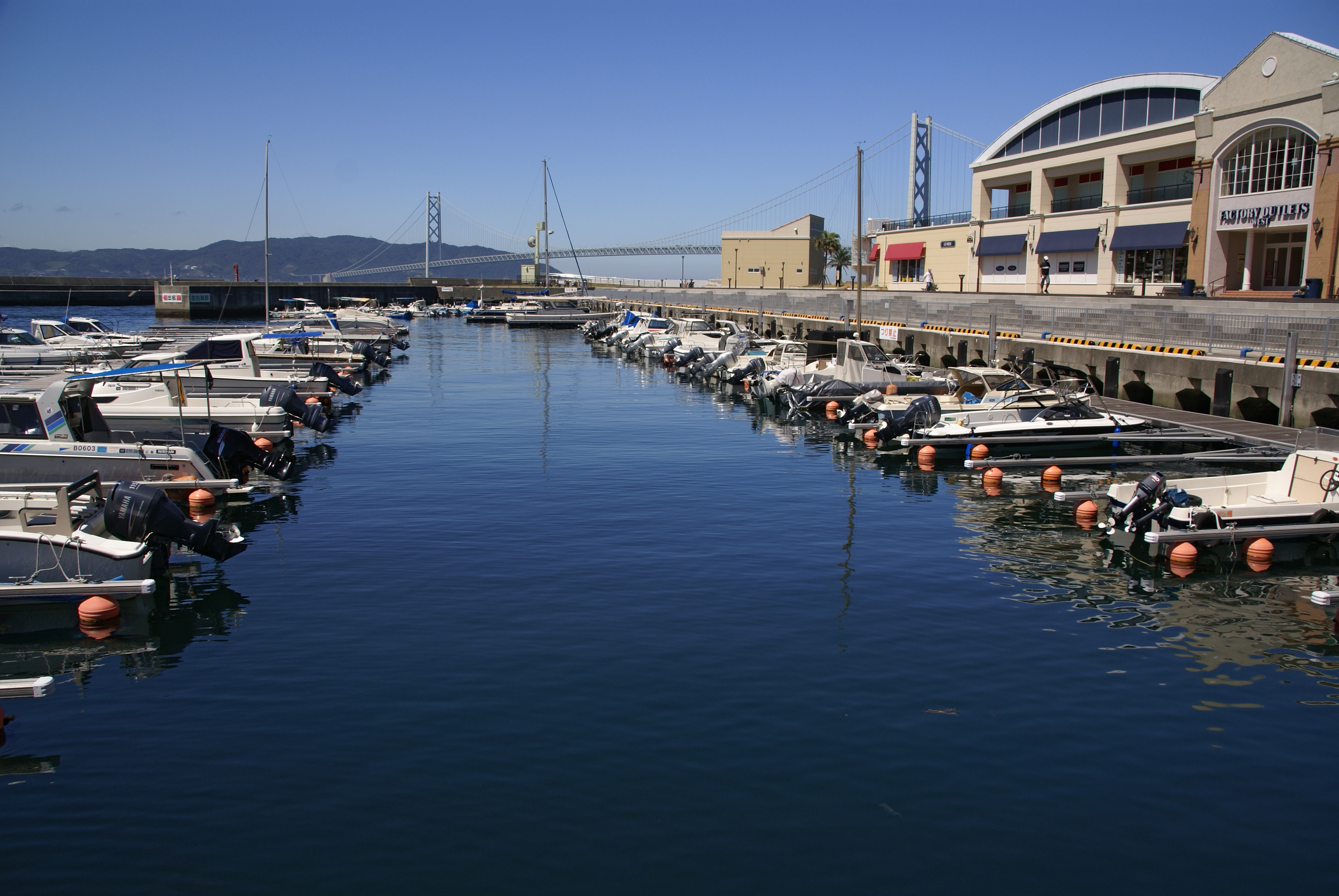
三井アウトレットパークマリンピア神戸

  - 異人館街 - 旧グッゲンハイム邸、旧ジェームス邸、旧ジョネス邸、旧後藤邸、鄭邸
- 旧武藤家別邸洋館（旧武藤山治邸）
- 舞子ホテル（旧日下部汽船迎賓館兼日下部久太郎本邸）
- 舞子ビラ（旧有栖川宮別邸）

有栖川宮熾仁親王が別邸として建築。現在は神戸市の外郭団体による管理。庭園は当時のままだが、明石大橋を望む宿泊施設・結婚式場として運営。
- 明石海峡大橋
  - 舞子海上プロムナード
- 舞子公園
  - 孫文記念館（移情閣）
  - 明石藩舞子台場跡（国の史跡）
  - 橋の科学館
- 海神社
- 平磯灯台

1893年築。明石海峡の難所、平磯暗礁に建てられた、日本でも古い鉄筋コンクリート製の灯台。国産セメント第一号（小野田セメント）で建造。
- 大歳山遺跡
- 五色塚古墳（国の史跡）
- 小壷古墳（国の史跡）
- 舞子浜
  - 舞子延命地蔵（タタキ地蔵）

1825年に明石海峡を通る船の安全などを願うため作られたもの。松の木の枝の榴で台座を軽く叩くと願いが叶うとされる（「台座以外は叩かないで」との立て札がある）
- マリンピア神戸
  - 神戸フィッシャリーナ（こうべたるみ海の駅）
  - 三井アウトレットパーク マリンピア神戸
  - 神戸市立水産体験学習館
- 垂水温泉太平のゆ
- 瑞丘八幡神社

## 出身有名人
- 樹なつみ（漫画家）
- 上田崇順（毎日放送アナウンサー）
- 上田陽司（声優）
- 宇垣美里（フリーアナウンサー。元TBSアナウンサー）
- うのせけんいち（漫画家）
- 浦崎正勝（造園家、ガーデンデザイナー、ひまわりライフ代表）
- 大石幸史（総合格闘家）
- 太田實（実業家、旧垂水村）
- 大塚光二（元プロ野球選手）
- 大堀治樹（元ジャニーズJr.）
- 岡田康裕（政治家・加古川市長）
- 岡本治子（陸上競技長距離走・マラソン元選手、現指導者）
- 恩田快人 (JUDY AND MARY)
- 香川真司（元マンチェスターユナイテッド）元日本代表
- 加藤泰（映画監督）
- 北川賢一（元ロードオブメジャー）
- 黒沢清（映画監督）
- 小林里歌子（女子サッカー選手・日テレ・東京ヴェルディベレーザ）
- 駒田健吾（TBSアナウンサー）
- 堺雅人（俳優）- 育ったのは宮崎県宮崎市）
- 佐川満男（歌手・俳優）
- 桜井俊貴（元プロ野球選手）
- 塩川達也（元プロ野球選手）
- Shuzilow.HA（作画監督、キャラクターデザイナー）
- 新谷琇紀（彫刻家）
- 煤城ダイ（武装衝突）
- 谷口将隆 (プロボクサー)
- ナオミチ（KNOCK OUT MONKEY）
- 中谷忠己（元プロ野球選手）
- 野橋太郎（プロレスラー）
- 長谷川恵子（アナウンサー）
- バッファロー吾郎A（バッファロー吾郎）
- 平井まりあ（AV女優）
- 福田寛子（日本画家）
- 福敬登（プロ野球選手・中日ドラゴンズ）
- 前田勝宏（元プロ野球選手）
- 牧野智昭（キックボクサー）
- マコ岩松（俳優）
- 正木靖子（日本弁護士連合会副会長）
- 舛田利雄（映画監督）
- 松尾和美（元陸上競技長距離走・マラソン選手）
- 松下萌子（女優・歌手、第7回全日本国民的美少女コンテストマルチメディア賞受賞）
- 松原タニシ（お笑い芸人）
- 三木谷浩史（実業家）
- 杉田水脈（政治家）
- 宮村優子（声優）
- やすみりえ（川柳作家）
- レイザーラモンHG（レイザーラモン）- 育ったのは加古郡播磨町
- 吉田知代（政治家)

## ゆかりの人物
- 上島竜兵（ダチョウ倶楽部）
- 大江千里（ミュージシャン）-「塩屋」という曲を作詞・作曲した。『OLYMPIC』『Sloppy Joe II』『THE LEGEND』に収録されている。
- 岡田征士郎（バリトン歌手）
- 栗山巧（プロ野球選手）
- 高嶋哲夫 (小説家) - 垂水区に在住
- 高科正信（小説家）- 塩屋を舞台に児童文学「ふたご前線」「ツバメ日和」「僕らの事情」を著作。
- 筒井康隆 (小説家) - 垂水区に過去住んでおり、現在も垂水区に別宅を所有
- 古田新太（俳優）
- MiChi（歌手) - 2歳から10歳まで住んでいたが、阪神・淡路大震災を機にイギリスへ移住。